# Тифула інкарнатна
Тифула інкарнатна (Typhula incarnata) — вид грибів з родини Typhulaceae. Вид зареєстрований у Північній Америці, Європі та Азії, найчастіше в Європі.

## Середовище проживання
Зустрічається на мертвих і живих стеблах і листках трав, особливо костриці, собачої, однорічної лугової та жита звичайного. Зустрічається на галявинах, лісових галявинах, узліссях, лісових дорогах, дюнах.

## Носії та симптоми
Typhula incarnata, разом із Typhula ishikariensis, є збудником сірої снігової плісняви. Цей рослинний патоген знищує дернини в холодну пору року, вирощені в районах із тривалим періодом снігового покриву. Ознаки збудника можна спостерігати навесні у вигляді округлих сірувато-коричневих плям міцелію діаметром близько 15 см. T. incarnata можна відрізнити від T. ishkikariensis за склероціями. T. incarnata має червонувато-коричневі склероції діаметром 1,5–3 мм, тоді як T. iskikariensis має чорні склероції діаметром 0,5–1,5 мм.